# Cúp C2 châu Âu 1961-62
Cúp C2 hay Cup Winners' Cup lần thứ hai chứng kiến Atlético Madrid của Tây Ban Nha lên ngôi trong trận đá lại chung kết với Fiorentina. Đây là mùa giải đầu tiên giải được UEFA trực tiếp tổ chức.

## Vòng sơ loại
| Đội 1                | TTS  | Đội 2                 | Lượt đi                   | Lượt về                    |
| -------------------- | ---- | --------------------- | ------------------------- | -------------------------- |
| Swansea Town         | 3–7  | Motor Jena            | 2–2 (Báo cáo) (Báo cáo 2) | 1–5 (Báo cáo) (Báo cáo 2)  |
| La Chaux-de-Fonds    | 6–7  | Leixões               | 6–2 (Báo cáo) (Báo cáo 2) | 0–5 (Báo cáo) (Báo cáo 2)  |
| Glenavon             | 2–7  | Leicester City        | 1–4 (Báo cáo) (Báo cáo 2) | 1–3 (Báo cáo) (Báo cáo 2)  |
| Sedan                | 3–7  | Atlético Madrid       | 2–3 (Báo cáo) (Báo cáo 2) | 1–4 (Báo cáo) (Báo cáo 2)  |
| Rapid Wien           | 5–2  | Spartak Varna         | 0–0 (Báo cáo) (Báo cáo 2) | 5–2 (Báo cáo) (Báo cáo 2)  |
| Floriana             | 4–15 | Újpest Dózsa          | 2–5 (Báo cáo) (Báo cáo 2) | 2–10 (Báo cáo) (Báo cáo 2) |
| Dunfermline Athletic | 8–1  | St Patrick's Athletic | 4–1 (Báo cáo) (Báo cáo 2) | 4–0 (Báo cáo) (Báo cáo 2)  |

## Tóm tắt các vòng sau
|  | Vòng 16 đội         | Vòng 16 đội        | Vòng 16 đội | Vòng 16 đội |   |                 | Tứ kết | Tứ kết | Tứ kết | Tứ kết |  |               | Bán kết | Bán kết | Bán kết | Bán kết |                    |         | Chung kết | Chung kết |
|  |                     |                    |             |             |   |                 |        |        |        |        |  |               |         |         |         |         |                    |         |           |           |
|  | SC Motor Jena       | 7                  | 2           | 9           |   |                 |        |        |        |        |  |               |         |         |         |         |                    |         |           |           |
|  | Alliance Dudelange  | 0                  | 2           | 2           |   |                 |        |        |        |        |  |               |         |         |         |         |                    |         |           |           |
|  | Alliance Dudelange  | 0                  | 2           | 2           |   | SC Motor Jena   | 1      | 3      | 4      |        |  |               |         |         |         |         |                    |         |           |           |
|  |                     |                    |             |             |   | SC Motor Jena   | 1      | 3      | 4      |        |  |               |         |         |         |         |                    |         |           |           |
|  |                     | Leixões            | 1           | 1           | 2 |                 |        |        |        |        |  |               |         |         |         |         |                    |         |           |           |
|  | Leixões             | Leixões            | 1           | 1           | 2 | 1               | 1      | 2      |        |        |  |               |         |         |         |         |                    |         |           |           |
|  | Leixões             |                    |             |             |   | 1               | 1      | 2      |        |        |  |               |         |         |         |         |                    |         |           |           |
|  | Progresul București | 1                  | 0           | 1           |   |                 |        |        |        |        |  |               |         |         |         |         |                    |         |           |           |
|  | Progresul București | 1                  | 0           | 1           |   |                 |        |        |        |        |  | SC Motor Jena | 0       | 0       | 0       |         |                    |         |           |           |
|  |                     |                    |             |             |   |                 |        |        |        |        |  | SC Motor Jena | 0       | 0       | 0       |         |                    |         |           |           |
|  |                     | Atlético de Madrid | 1           | 4           | 5 |                 |        |        |        |        |  |               |         |         |         |         |                    |         |           |           |
|  | Werder Bremen       | Atlético de Madrid | 1           | 4           | 5 | 2               | 3      | 5      |        |        |  |               |         |         |         |         |                    |         |           |           |
|  | Werder Bremen       |                    |             |             |   | 2               | 3      | 5      |        |        |  |               |         |         |         |         |                    |         |           |           |
|  | AGF Århus           | 0                  | 3           | 3           |   |                 |        |        |        |        |  |               |         |         |         |         |                    |         |           |           |
|  | AGF Århus           | 0                  | 3           | 3           |   | Werder Bremen   | 1      | 1      | 2      |        |  |               |         |         |         |         |                    |         |           |           |
|  |                     |                    |             |             |   | Werder Bremen   | 1      | 1      | 2      |        |  |               |         |         |         |         |                    |         |           |           |
|  |                     | Atlético de Madrid | 1           | 3           | 4 |                 |        |        |        |        |  |               |         |         |         |         |                    |         |           |           |
|  | Leicester City      | Atlético de Madrid | 1           | 3           | 4 | 1               | 0      | 1      |        |        |  |               |         |         |         |         |                    |         |           |           |
|  | Leicester City      |                    |             |             |   | 1               | 0      | 1      |        |        |  |               |         |         |         |         |                    |         |           |           |
|  | Atlético de Madrid  | 1                  | 2           | 3           |   |                 |        |        |        |        |  |               |         |         |         |         |                    |         |           |           |
|  | Atlético de Madrid  | 1                  | 2           | 3           |   |                 |        |        |        |        |  |               |         |         |         |         | Atlético de Madrid | 4 (1 3) |           |           |
|  |                     |                    |             |             |   |                 |        |        |        |        |  |               |         |         |         |         |                    | 4 (1 3) |           |           |
|  |                     | Fiorentina         | 1 (1 0)     |             |   |                 |        |        |        |        |  |               |         |         |         |         |                    |         |           |           |
|  | Olympiakos          | Fiorentina         | 1 (1 0)     | 2           | 0 | 2               |        |        |        |        |  |               |         |         |         |         |                    |         |           |           |
|  | Olympiakos          |                    |             | 2           | 0 | 2               |        |        |        |        |  |               |         |         |         |         |                    |         |           |           |
|  | MŠK Žilina          | 3                  | 1           | 4           |   |                 |        |        |        |        |  |               |         |         |         |         |                    |         |           |           |
|  | MŠK Žilina          | 3                  | 1           | 4           |   | MŠK Žilina      | 3      | 0      | 3      |        |  |               |         |         |         |         |                    |         |           |           |
|  |                     |                    |             |             |   | MŠK Žilina      | 3      | 0      | 3      |        |  |               |         |         |         |         |                    |         |           |           |
|  |                     | Fiorentina         | 2           | 2           | 4 |                 |        |        |        |        |  |               |         |         |         |         |                    |         |           |           |
|  | Fiorentina          | Fiorentina         | 2           | 2           | 4 | 3               | 6      | 9      |        |        |  |               |         |         |         |         |                    |         |           |           |
|  | Fiorentina          |                    |             |             |   | 3               | 6      | 9      |        |        |  |               |         |         |         |         |                    |         |           |           |
|  | Rapid Wien          | 1                  | 2           | 3           |   |                 |        |        |        |        |  |               |         |         |         |         |                    |         |           |           |
|  | Rapid Wien          | 1                  | 2           | 3           |   |                 |        |        |        |        |  | Fiorentina    | 2       | 1       | 3       |         |                    |         |           |           |
|  |                     |                    |             |             |   |                 |        |        |        |        |  | Fiorentina    | 2       | 1       | 3       |         |                    |         |           |           |
|  |                     | Újpest Dózsa SC    | 0           | 0           | 0 |                 |        |        |        |        |  |               |         |         |         |         |                    |         |           |           |
|  | Ajax Amsterdam      | Újpest Dózsa SC    | 0           | 0           | 0 | 2               | 1      | 3      |        |        |  |               |         |         |         |         |                    |         |           |           |
|  | Ajax Amsterdam      |                    |             |             |   | 2               | 1      | 3      |        |        |  |               |         |         |         |         |                    |         |           |           |
|  | Újpest Dózsa SC     | 1                  | 3           | 4           |   |                 |        |        |        |        |  |               |         |         |         |         |                    |         |           |           |
|  | Újpest Dózsa SC     | 1                  | 3           | 4           |   | Újpest Dózsa SC | 4      | 1      | 5      |        |  |               |         |         |         |         |                    |         |           |           |
|  |                     |                    |             |             |   | Újpest Dózsa SC | 4      | 1      | 5      |        |  |               |         |         |         |         |                    |         |           |           |
|  |                     | Dunfermline        | 3           | 0           | 3 |                 |        |        |        |        |  |               |         |         |         |         |                    |         |           |           |
|  | Dunfermline         | Dunfermline        | 3           | 0           | 3 | 5               | 0      | 5      |        |        |  |               |         |         |         |         |                    |         |           |           |
|  | Dunfermline         |                    |             |             |   | 5               | 0      | 5      |        |        |  |               |         |         |         |         |                    |         |           |           |
|  | FK Vardar           | 0                  | 2           | 2           |   |                 |        |        |        |        |  |               |         |         |         |         |                    |         |           |           |

## Vòng một
| Đội 1                | TTS | Đội 2               | Lượt đi                   | Lượt về                   |
| -------------------- | --- | ------------------- | ------------------------- | ------------------------- |
| Motor Jena           | 9–2 | Alliance Dudelange  | 7–0 (Báo cáo) (Báo cáo 2) | 2–2 (Báo cáo) (Báo cáo 2) |
| Leixões              | 2–1 | Progresul Bucureşti | 1–1 (Báo cáo) (Báo cáo 2) | 1–0 (Báo cáo) (Báo cáo 2) |
| Werder Bremen        | 5–2 | AGF                 | 2–0 (Báo cáo) (Báo cáo 2) | 3–2 (Báo cáo) (Báo cáo 2) |
| Leicester City       | 1–3 | Atlético Madrid     | 1–1 (Báo cáo) (Báo cáo 2) | 0–2 (Báo cáo) (Báo cáo 2) |
| Olympiacos           | 2–4 | Dynamo Žilina       | 2–3 (Báo cáo) (Báo cáo 2) | 0–1 (Báo cáo) (Báo cáo 2) |
| Fiorentina           | 9–3 | Rapid Wien          | 3–1 (Báo cáo) (Báo cáo 2) | 6–2 (Báo cáo) (Báo cáo 2) |
| Ajax                 | 3–4 | Újpest Dózsa        | 2–1 (Báo cáo) (Báo cáo 2) | 1–3 (Báo cáo) (Báo cáo 2) |
| Dunfermline Athletic | 5–2 | FK Vardar           | 5–0 (Báo cáo) (Báo cáo 2) | 0–2 (Báo cáo) (Báo cáo 2) |

### Lượt đi
| Fiorentina                            | 3 – 1 | Rapid Wien |
| ------------------------------------- | ----- | ---------- |
| Milani 12' · Hamrin 49' · Jonsson 68' |       | Seitl 81'  |

### Lượt về
| Rapid Wien      | 2 – 6 | Fiorentina                                                        |
| --------------- | ----- | ----------------------------------------------------------------- |
| Schmid 85', 89' |       | Milani 28', 59', 70' · Dell'Angelo 42' · Jonsson 50' · Hamrin 65' |

Fiorentina thắng với tổng tỉ số 9–3.

## Tứ kết
| Đội 1         | TTS | Đội 2                | Lượt đi                   | Lượt về                    |
| ------------- | --- | -------------------- | ------------------------- | -------------------------- |
| Motor Jena    | 4–2 | Leixões              | 1–1 (Báo cáo) (Báo cáo 2) | 3–11 (Báo cáo) (Báo cáo 2) |
| Werder Bremen | 2–4 | Atlético Madrid      | 1–1 (Báo cáo) (Báo cáo 2) | 1–3 (Báo cáo) (Báo cáo 2)  |
| Dynamo Žilina | 3–4 | Fiorentina           | 3–2 (Báo cáo) (Báo cáo 2) | 0–2 (Báo cáo) (Báo cáo 2)  |
| Újpest Dózsa  | 5–3 | Dunfermline Athletic | 4–3 (Báo cáo) (Báo cáo 2) | 1–0 (Báo cáo) (Báo cáo 2)  |

Ghi chú
- 1: Lượt về diễn ra tại Gera vì Bồ Đào Nha không tiếp nhận visa của Đông Đức.

### Lượt đi
| Dynamo Žilina                    | 3 – 2 | Fiorentina                   |
| -------------------------------- | ----- | ---------------------------- |
| Jakubčík 11', 63' · Majerník 42' |       | Milani 47' · Dell'Angelo 85' |

### Lượt về
| Fiorentina                | 2 – 0 | Dynamo Žilina |
| ------------------------- | ----- | ------------- |
| Ferretti 38' · Hamrin 40' |       |               |

Fiorentina thắng với tổng tỉ số 3–2.

## Bán kết
| Đội 1      | TTS | Đội 2           | Lượt đi | Lượt về |
| ---------- | --- | --------------- | ------- | ------- |
| Motor Jena | 0–5 | Atlético Madrid | 0–1     | 0–4     |
| Fiorentina | 3–0 | Újpest Dózsa    | 2–0     | 1–0     |

### Lượt đi
| Motor Jena | 0 – 1             | Atlético Madrid |
| ---------- | ----------------- | --------------- |
|            | Báo cáo Báo cáo 2 | Peiró 61'       |

| Fiorentina     | 2 – 0             | Újpest Dózsa |
| -------------- | ----------------- | ------------ |
| Hamrin 6', 47' | Báo cáo Báo cáo 2 |              |

### Lượt về
| Atlético Madrid                    | 4 – 0             | Motor Jena |
| ---------------------------------- | ----------------- | ---------- |
| Mendonça 14', 60' · Jones 18', 54' | Báo cáo Báo cáo 2 |            |

Atlético Madrid thắng với tổng tỉ số 5–0.
| Újpest Dózsa | 0 – 1             | Fiorentina |
| ------------ | ----------------- | ---------- |
|              | Báo cáo Báo cáo 2 | Bartu 56'  |

Fiorentina thắng với tổng tỉ số 3–0.

## Chung kết
| Atlético Madrid | 1 – 1             | Fiorentina |
| --------------- | ----------------- | ---------- |
| Peiró 11'       | Báo cáo Báo cáo 2 | Hamrin 27' |

### Đá lại
| Atlético Madrid                     | 3 – 0             | Fiorentina |
| ----------------------------------- | ----------------- | ---------- |
| Jones 8' · Mendonça 27' · Peiró 59' | Báo cáo Báo cáo 2 |            |